# Wimmenum (schip, 1752)
De Wimmenum was een Nederlands schip (fluit) in dienst van de Vereenigde Oostindische Compagnie. De familienaam van de kapitein was Philips. Het schip werd aangehaald door de Mechelaar Jan Frans Michel, tijdens zijn verblijf in Praia in november 1752, waar het schip samen met twee andere compagnieschepen, De Dry Papegaijtiens en de De Dry Heuvels voor anker ging. Deze drie schepen waren voordien voor de Vlaamse kust een tijd vastgeraakt in ondiep water. De drie schepen samen hadden een bemanning van 650 hoofden.
Het schip is in 1754 ontploft na te zijn aangevallen door "agressievelingen" in de buurt van Malabar.